# Трусость
Тру́сость (трус — «тот, кто трясётся») — свойство характера, неспособность преодолеть страх перед личной опасностью. Трусость неразрывно связана с действием и понятием долга: если человек не должен предпринимать опасных для него действий, то уклонение от угрозы является не трусостью, а здравым смыслом, трус из страха не делает то, что должен.

## Храбрость и трусость
Понятия храбрости и трусости не являются противоположностями; некоторые философы считают, что они занимают принципиально разные положения в этике: действия храброго человека выходят за пределы должного, в то время как трусость проявляется в неисполнении долга. Люди, не проявившие храбрости, отнюдь не обязательно трусы — они могут просто делать то, что должны. Как отмечает К. Уолш, в повседневной речи использование эпитета «храбрые» в отношении части людей в группе обычно исключает использование «трусливый» по отношению к остальным представителям той же группы и наоборот: в обстановке терактов 9/11 те пожарные и полицейские, которые не пошли в здания Всемирного торгового центра, не считаются трусами, именно это позволяет считать пошедших в башни храбрецами.

## В этике
Аристотель в «Никомаховой этике» связывал трусость с недостатком уверенности. Противоположностью трусости, избытком уверенности, Аристотель считал безрассудство, а «золотая середина», храбрость, характеризовалась должным балансом уверенности и страха. В военном деле, однако, ассоциированная с безрассудностью поспешность не считается столь же серьёзным пороком, как трусость, поскольку командиру легче удержать избыток уверенности под контролем, и совершивший безрассудный поступок солдат скорее всего погибнет, а трус уцелеет — и продолжит сеять панику среди других.
Даже проповедники ненасилия считали, что трусость хуже насилия. М. Ганди в 1920 году сказал: «Когда выбор стоит исключительно между насилием и трусостью, я рекомендую насилие». Мартин Лютер Кинг также отмечает, что трусость — это зло большее, чем насилие.

## Правовой статус
Гражданское и военное правосудия относятся к трусости диаметрально противоположным образом. В гражданском законодательстве трусость считается настолько свойственной человеку, что ею обосновывается одно из обстоятельств, исключающих преступность деяния — крайняя необходимость. По словам Н. С. Таганцева, нельзя наказывать человека за то, что он не обладает особой душевной силой, геройством, за то, что чувство личной опасности подавляет его. Из этого правила делаются исключения, если лицо по своему званию или занятиям либо в силу требования закона обязано было перенести грозивший ему вред.
Все военно-уголовные кодексы в той или иной форме, наоборот, придерживаются общего правила: нарушение обязанностей службы из страха личной опасности наказывается как умышленное деяние. Кроме того, предусматривается целый ряд разнообразных деяний, существенным признаком которых является трусость — оставление поста в бою, бегство с поля сражения, добровольная сдача в плен — которые обычно рассматриваются как измена.
Руководство по проведению военных судов США определяет трусливое поведение как «отказ выполнять или невыполнение обязанностей вблизи от неприятеля вследствие страха».

## В религии
В Библии трусости уделяется мало внимания, хотя ей подвержены даже такие ключевые ветхозаветные фигуры, как Авраам и Давид. В Новом Завете синонимы трусости встречаются очень редко (существительное — единожды в 2Тим. 1:7), и всегда в контексте, предлагающем верующим не бояться свидетельствовать Слово Божие. При этом Новый Завет описывает случаи трусости, примерами являются Понтий Пилат, испугавшийся угроз иудеев («Если отпустишь Его, ты не друг кесарю»), и апостол Пётр, от страха «забывший» о своём знакомстве с Христом в момент Его ареста. Напрямую почти не высказанное — но очевидное — отрицательное отношение к трусости проявляется в библейских фразеологизмах, например, укр. сміливий як святий Петро («смелый, как святой Пётр», то есть трус). По замечанию Ю. В. Щербатых, «трусость и эгоизм не относятся к классическим библейским грехам, но они много сделали для того, чтобы другие пороки процветали». Впрочем, Откровение Иоанна Богослова именно с «боязливых» начинает список тех, участью которых во время конца света станет огненное озеро (Откр. 21:8).
Ислам осуждает трусость в бою самым жестоким образом: «кто обратит к ним [ неверным ] в тот день тыл … тот навлечёт на себя гнев Аллаха. Убежище для него — геенна, и скверно это возвращение!»
Будда запретил мужчинам оставлять армию даже для того, чтобы поступить в монастырь.

## Трусость и естественный отбор
Влияние трусости на естественный отбор занимало эволюционных биологов начиная с Дарвина, который отметил, что инстинкт самосохранения является очень распространённым — многие трусы считают себя храбрецами просто потому, что ни разу не смотрели врагу в лицо. Механизм эволюционного сохранения трусости как проявление одного из наиболее базовых инстинктов очевиден: уклонение от опасности увеличивает вероятность выживания и размножения, и потому должно быть генетически преобладающим. Вопрос эволюционного сохранения храбрости более сложен, так как стойкость перед лицом опасности приводит к потере генетического материала. Исследователи предложили несколько механизмов эволюционного сохранения храбрости, например, защита детей и кровных родственников может повысить шансы на сохранение собственного генетического материала (ср. работы У. Д. Гамильтона).
Дарвин предложил другое объяснение потери генетического материала в случае трусости: храброе племя может победить трусливое, ликвидировав или разбавив наследственность последнего. А. В. Горвиц предлагает своё объяснение: трусость является естественным свойством характера, но социальные нормы заставляют мужчин преодолевать её, особенно в обстановке войны. П. Рубин объединяет оба подхода: «ни одно (уцелевшее) общество не поощряет поведения, ослабляющего возможности для сражений», в частности, все культуры осуждают трусость среди молодых мужчин. Известно два примера племён, которые не стигматизируют трусость (и, как результат, всего боятся): бухиды на Филиппинах и семаи в Малайзии. К. Уолш замечает, что малочисленность таких групп людей подчёркивает, что трусость — не лучший способ выживания, и отмечает работы эволюционных биологов, которые объясняют шумные реакции многих видов животных (например, белок) в случае опасности естественным отбором — хотя шумное поведение одной особи повышает риск для неё, шансы выживания группы повышаются. Уолш считает, что дифференциация по реакции на опасность, заметная даже у тлей, свидетельствует о том, что для выживания вида в его популяции необходима некоторая смесь трусости и храбрости, потому действует некоторый вид балансирующего отбора.
К. Уолш указывает и на другие эволюционные аспекты трусости:
- эксперименты показывают, что «косвенная взаимность[англ.]» (совершение должных поступков в ожидании того же от других членов общества) является эволюционно выгодной в условиях «достаточно высокой видимости». Трусость является нарушением этого принципа[23];
- факт, что трусость обсуждается почти исключительно в контексте мужского пола, может объясняться и тем, что мужчины при эволюции являются расходным материалом (яйцеклетки гораздо более дефицитны, чем сперма)[24].

## Общественное восприятие
Среди человеческих недостатков трусость отличается малым вниманием к ней со стороны исследователей, по-видимому, по этой теме не существует ни одной научной монографии или даже подробной научной статьи. У. И. Миллер при попытке завершить свою трилогию о пороках томом о трусости столкнулся с таким дефицитом материала, что книга в итоге получила название «Загадка храбрости» (англ. The Mystery of Courage).
Влияние понятия трусости на общественное сознание неуклонно падало в течение 200 лет: с 1800 года по 2000 год частота появления слова «трусость» в англоязычных текстах уменьшилась впятеро. Ранее популярные слова, описывающие особенно опасных трусов (англ. poltroon, dastard), практически вышли из употребления.
С начала 2000-х годов в употреблении слова «трусость» наметился некоторый подъём, который К. Уолш связывает с терактами 9/11 и наметившейся тенденцией называть террористов «трусами». Массовое сознание американцев настолько свыклось с последней идеей, что согласие ведущего телепередачи «Политически некорректный» Билла Мара с утверждением гостя передачи, что человек, направляющий свой самолёт в здание, имеет много недостатков, но никак не труслив, привело к возмущениям и скорому снятию передачи с эфира.
Отдельно рассматривается обвинение в трусости как психологическая манипуляция. Концепция трусости — это субъективное понятие, и обвинение в трусости часто зависит от контекста и точки зрения. Однако история и литература полны примеров, когда люди или персонажи были названы трусами часто по несправедливым и ложным причинам. Трусость — это ситуативное поведение или черта характера, связанная с избеганием опасности, боли или дискомфорта из-за страха. Это состояние, когда человек не может справиться с собственными страхами и психологическими защитами, и предпочитает избегать ситуаций, требующих в глазах других мужества или решительности. Трусость может проявляться в различных формах и в различных контекстах.